# Lobos de Querétaro
Club Deportivo Lobos de Querétaro ist ein Sportverein aus Santiago de Querétaro, der Hauptstadt des mexikanischen Bundesstaates Querétaro. Er ist in erster Linie aufgrund seiner Fußballabteilung bekannt.

## Geschichte
1967 wurde der Club de Fútbol Lobos gegründet, er zählte zu den Gründungsmitgliedern der seinerzeit noch drittklassigen Tercera División. Nach dem Gewinn der Drittligameisterschaft in der Saison 1970/71 stiegen die Lobos in die damals noch zweitklassige Segunda División auf, aus der sie jedoch aufgrund von finanziellen Problemen bereits nach nur einer Saison (1971/72) wieder ausgeschlossen wurden.
Heute ist der Verein ausschließlich im Amateurfußball aktiv und widmet sich vor allem der Nachwuchsarbeit. Seine Jugendmannschaft des Jahrgangs 1997 gewann 2008 in ihrer Altersgruppe die Staatsmeisterschaft von Querétaro.

## Erfolge
- Sieger der Tercera División: 1970/71